# Papieska Akademia Kościelna
Papieska Akademia Kościelna (łac. Pontificia Academia Ecclesiastica) – instytut Kościoła katolickiego z siedzibą w Rzymie, będący miejscem formacji duchownych przygotowujących się do przystąpienia do służby dyplomatycznej Stolicy Apostolskiej.
Papieska Akademia Kościelna nie nadaje stopni naukowych. Prowadzi specjalistyczne wykłady z dziedziny dyplomacji i kursy języków obcych dla stałej liczby około 30 alumnów. Kandydaci są przyjmowani na podstawie polecenia swojego ordynariusza i muszą posiadać przynajmniej stopień naukowy licencjata jednego z kierunków kościelnych. Kandydaci bez wymaganego wykształcenia są zobowiązani do przeprowadzenia przewodu doktorskiego na jednym z rzymskich uniwersytetów. Okres studiów trwa dwa lata.

## Historia
Założona jako Accademia dei Nobili Ecclesiastici w Rzymie w roku 1701, przez opata Pietro Garagniego, a za zgodą papieża Klemensa XI. Jej pierwsza siedziba mieściła się w Palazzo Gabrielli a Monte Giordano. 2 czerwca 1706 roku została przeniesiona do swej obecnej lokalizacji przy Piazza della Minerva, do Palazzo Severoli. Ze względu na trudną sytuację ekonomiczną jej działalność została zawieszona przez Klemensa XIII w roku 1764. Ponownie otwarta w roku 1775 papież Piusa VI. Brewe z 17 grudnia 1777 roku Pius VI przekazał Akademii majątek należący do Zakonu Kanoników Regularnych św. Antoniego z Wiednia. W związku z tą donacją św. Antoni został ogłoszony patronem Akademii. W latach 1798–1803 jej działalność została ponownie zawieszona w związku wydarzeniami mającymi miejsce w czasie wojen napoleońskich. Akademia przechodziła kolejny trudny okres w końcu lat 40 XIX wieku, kiedy doszło do wybuchu rewolucji w Rzymie i tzw. „wojny ludowej” we Włoszech. Działalność Akademii została utwierdzona przez Piusa IX i kolejnych papieży, a jej profil został dostosowany do potrzeb kształcenia kapłanów mających służyć w dyplomacji Stolicy Apostolskiej, a także w Sekretariacie Stanu i Kurii Rzymskiej.
Wśród absolwentów Akademii znajdowali się między innymi późniejsi papieże: Klemens XIII, Leon XII, Leon XIII, Benedykt XV i Paweł VI.

## Rektorzy
- 1701–1704: Matteo Gennaro Sibilia
- 1704–1720: Francesco Giordanini
- 1721–1728: Pellegrino De Negri
- 1729–1739: Tommaso Giannini
- 1739–1742: Girolamo Formaliani
- 1742–1744: Angelo Granelli
- 1744–1762: Pier Matteo Onorati
- 1763–1764: Innocenzo Gorgoni
- 1775–1798: Paolo Antonio Paoli
- 1802–1814: Vincenzo Brenciaglia

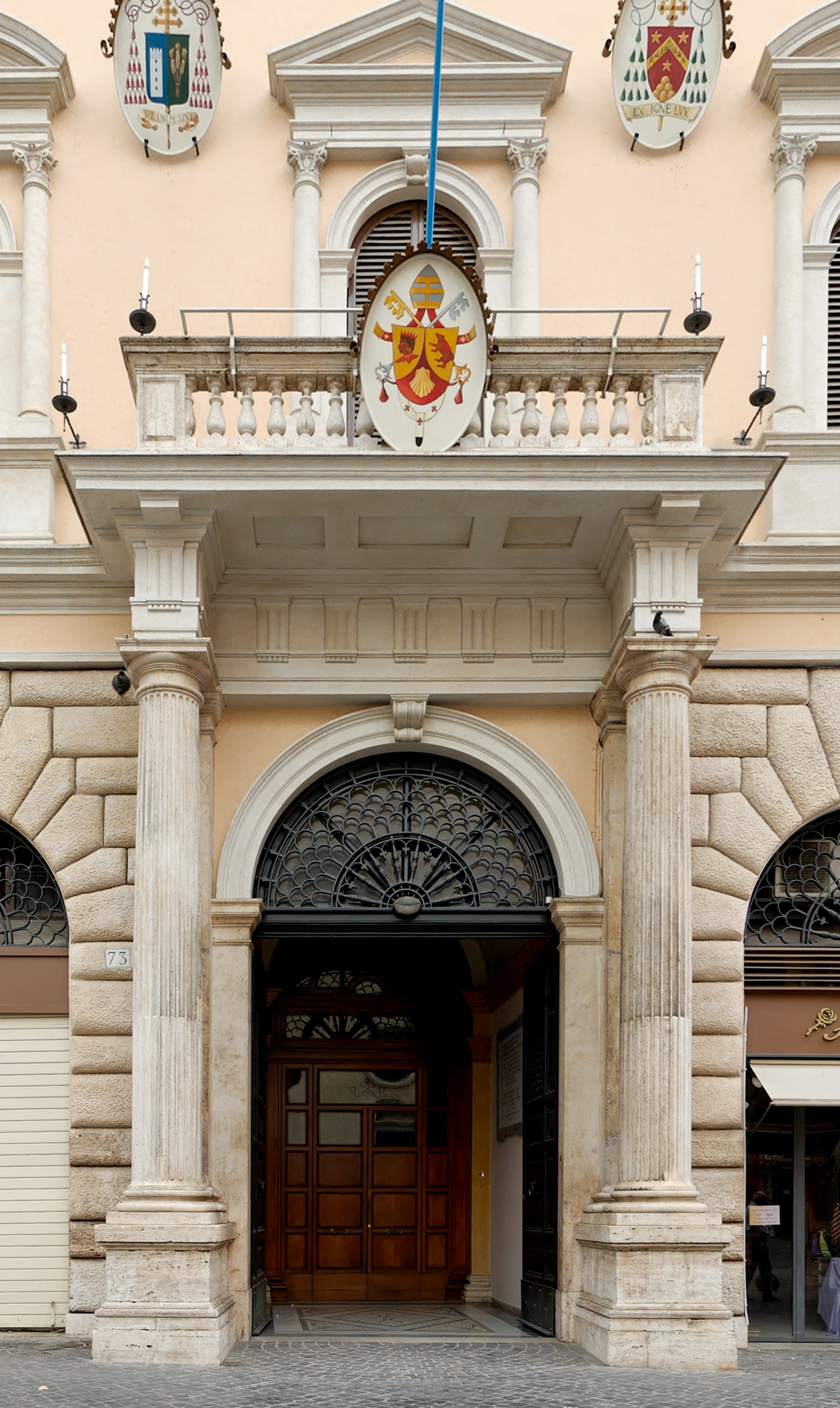
Wejście do siedziby Akademii od strony Piazza della Minerva

- 1814–1843: Giovanni Giacomo Sinibaldi
- 1843–1847: Giovanni Battista Rosani
- 1850–1873: Giuseppe Cardoni
- 1873–1875: Venanzio Mobili
- 1875–1878: Odoardo Agnelli
- 1878–1884: Placido Schiaffino
- 1884–1885: Domenico Ferrata
- 1885–1886: Luigi Sepiacci
- 1886–1891: Francesco Satolli
- 1892–1894: Augusto Guidi
- 1895–1898: Filippo Castracane degli Antelminelli
- 1898–1903: Rafael Merry del Val y Zulueta
- 1903–1912: Francesco Sogaro
- 1912–1941: Giovanni Maria Zonghi
- 1941–1951: Paolo Savino
- 1959–1962: Giacomo Testa
- 1962–1969: Gino Paro
- 1969–1970: Salvatore Pappalardo
- 1970–1975: Felice Pirozzi
- 1974–1975 Domenico Enrici
  - p.o. rektora
- 1975–1985: Cesare Zacchi
- 1985–1990: Justin Francis Rigali
- 1990–1993: Karl-Josef Rauber
- 1993–1998: Gabriel Montalvo Higuera
- 1999–2000: Georg Zur
- 2000–2007: Justo Mullor García
- 2007–2013: Beniamino Stella
- 2013–2019: Giampiero Gloder
- 2019–2023: Joseph Marino
- od 2023: Salvatore Pennacchio